# Palacio de los Salazar

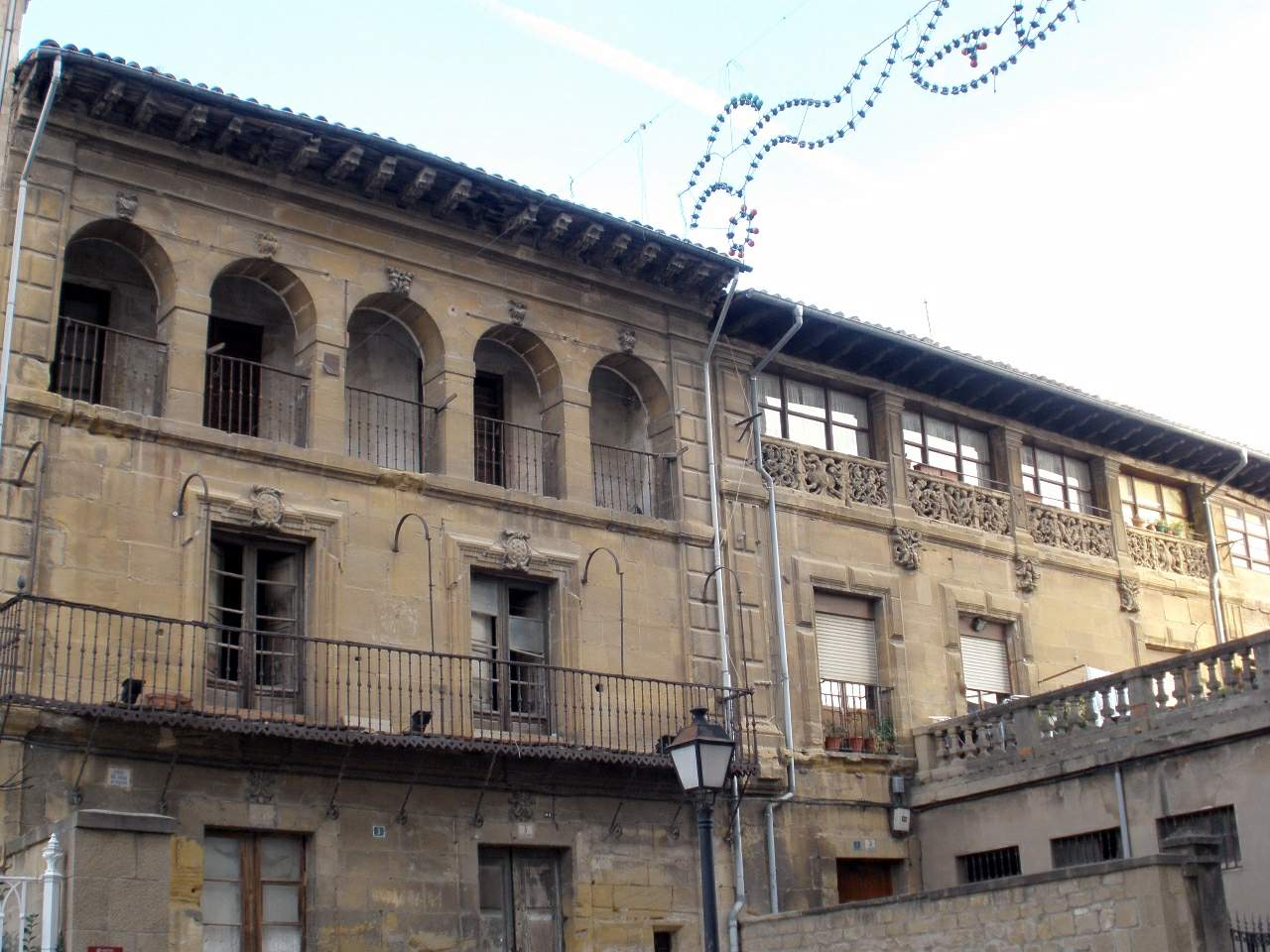
Fachada del Palacio de los Salazar, en Haro

La denominada casa-palacio de los Salazar situada en el municipio de Haro (La Rioja, España) es un edificio de la segunda mitad del siglo XVII y debe su nombre al hecho de que, probablemente, su constructor y primer propietario fuera don Juan de Salazar Ortegón (1632-1707), como lo justifica la presencia en las fachadas de escudos con 13 estrellas, iconografía que responde a la casa de Salazar. Además en la fachada a la calle de la Paz existen dos escudos, en uno de los cuales aparece en un cuadro el dibujo de estrellas y en el otro la iconografía de los González de Suso, a cuya familia pertenecía la esposa de don Juan de Salazar, doña Francisca González de Suso.

## Descripción
El edificio cuenta con una fachada a la calle de la Paz de sillería, enmarcada verticalmente por pilastras resaltadas. Consta de tres plantas con impostas corridas a la altura de forjados y cornisa moldurada de remate en la última planta sobre la que apoyan canes de madera tallados formando el alero de la cubierta. Tiene tres ejes verticales formando una composición simétrica con la excepción de algún hueco de planta baja. En ésta destaca la puerta principal situada en el centro de la fachada con hueco de medio punto, enmarcada por pilastras verticales cajeadas que se enlazan por debajo de la imposta y por encima del arco; la clave del arco presenta un escudo ovalado con el distintivo de los Salazar. En planta primera dos escudos que representan las armas de las familias «Salazar y López-Dávalos» y «González de Suso».
La fachada a la calle Siervas de Jesús es también de piedra de sillería de tres plantas, enmarcada verticalmente por pilastras almohadilladas y cornisas rectas a la altura de los forjados, con remate a base de cornisa moldurada y alero de canes de madera tallados. En planta baja dos huecos de acceso iguales, adintelados, recerdados y centrados en la fachada; uno de ellos tapiado parcialmente. En planta primera balcón corrido y dos huecos de balcón adintelados, recercados y escudos ovales en la clave representado la enseña de los Salazar. En planta segunda galería aterrazada o solana.
En el interior destaca, como pieza singular, la escalera con su peldañeado original de sillería y barandado de forja; por encima de la planta segunda nacen las pechinas que dan paso a la cúpula que remata el hueco de la escalera con un pequeño lucernario en el centro que ha perdido su configuración inicial. En el resto, las diversas salas y dependencias han sido objeto de diversas reformas.
El edificio tiene una planta sótano a la que se accede desde la entrada por la calle de la Paz y, a través de un paso abovedado da entrada a varios calados, todos ellos abovedados y con troneras de ventilación a las dos calles.

## Fuente
- Este artículo incluye contenido derivado de una disposición relativa al proceso de protección, incoación o declaración de un bien cultural o natural publicada en el BOE n.º 13 el 15 de enero de 2001 (texto), el cual está libre de restricciones conocidas en virtud del derecho de autor de conformidad con lo dispuesto en el artículo 13 de la Ley de Propiedad Intelectual española.